# 中村友彦
中村 友彦（なかむら ともひこ、1961年 - ）はミュージック・ビデオ、CMなどの映像ディレクター。タイレルコーポレーション、ザ・セカンドなどを経て、2002年に株式会社バニラインク設立。サザンオールスターズ、ラブサイケデリコなどのPVを数多く手がけている。

## 略歴
- 1982年 - 東京映像芸術学院卒業[1]。
- 1983年 - ビデオアート集団「Miss MOTION」に参加[2]。
- 1987年 - Miss MOTIONが中野裕之率いる「タイレルコーポレーション」と合併[2]。
- 1992年 - タイレルコーポレーション解散[2]
- 1993年 - ザ・セカンドを設立[2]。
- 1997年 - 中村一義「永遠なるもの」MVでSPACE SHOWER MUSIC AWARDSベスト・ニューアーチスト・クリップ賞を受賞[2]。
- 2000年 - ザ・セカンドを退社[2]
- 2002年 - 株式会社バニラインク設立[2]

## 主な作品
ミュージックビデオ
- COMPLEX「BE MY BABY」[3]
- LOVE PSYCHEDELICO「Your Song」「Last Smile」[2]
- 桑田佳祐「波乗りジョニー」[2]

CM
- KDDI「Android au」[1]